# Sirindhorn
Maha Chakri Sirindhorn Embaixador(a) da boa vontade da FAO e UNESCO (1956) é uma princesa da Tailândia, filha do rei Bhumibol Adulyadej e da rainha Sirikit da Tailândia. Historiadora, educadora e música, é embaixadora de boa-vontade da ONU para o desenvolvimento do Sudeste Asiático.

## Biografia
Maha é a terceira filha do rei Bhumibol e de sua esposa, Sirikit. Estudou Artes, Línguas e História e fala inglês e francês, além de um pouco de chinês, alemão e latim. A leitura é um de seus passatempos favoritos. 

### Educação
Ela começou seus estudos aos três anos, na Escola Chitralada, uma escola privada fundada por seu pai. Depois de terminar seus estudos básicos em 1972, ela estudou História e Línguas Orientais na Escola de Artes da Universidade Chulalongkorn. Ela obteve também um Master de Artes em Escrita Oriental, e um Master de Artes em Sânscrito e é Doutora em Educação. 
Ela lecionou História na Real Academia Militar Chulachomklao. 

### Trabalhos e interesses
Assim como seu pai Bhumibol Adulyadej, a Princesa Sirindhorn possui um certificado como operadora de radioamador, com seu indicativo de chamada sendo HS1D.

### Controvérsias
Em fevereiro de 2016, a princesa foi extremamente criticada por ter exigido um banheiro especial, cuja construção foi estimada em 40 mil dólares, para uma viagem oficial ao Camboja.  

## Vida e trabalho como princesa
Como princesa, participa de cerimônias  e recepções, e faz visitas oficiais em nome da Casa Real da Tailândia.  

## Títulos, honras e prêmios[1]
- Ordem do Reino da Tailândia
- Ordem das Outras Nações (por seu trabalha de representar o país junto a outros páises)
- Vice-Presidente da Cruz Vermelha da Tailândia
- Presidente da Fundação Chaipattana 
- Presidente da Fundação Anandha (que promove o ensino superior)
- Presidente da Fundação Rei Rama II
- Presidente da Fundação Príncipe Mahidol 
- Fundadora e presidente da Fundação de Caridade Princesa Maha Chakri Sirindhorn 
- Prêmio Mundial Sânscrito 
- Medalha da Amizade (concedida pela China) 
Em fevereiro de 2016, pelo seu 60º aniversário, ela foi honrada com um site (www.wisithsilapin.org), por ser uma "grande artista, filósofa e patrona das artes e cultura". 